# Ich lasse dich nicht, du segnest mich denn
Ich lasse dich nicht, du segnest mich denn (Je ne te lâcherai pas, que tu ne m’aies béni[réf. nécessaire]), (BWV 157), est une cantate religieuse de Jean-Sébastien Bach composée à Leipzig en 1727 et chantée pour les funérailles du chambellan et conseiller de la cour de Saxe Johann Christoph von Ponickau à Pomßen (de), à une vingtaine de kilomètres de Leipzig. L'œuvre a été donnée de nouveau pour la fête de la Purification, le 6 février 1728 ou plus tard, à Leipzig.
Le texte est tiré de la Genèse 32: 26 (premier numéro), Christian Keymann (numéro 5) et Christian Friedrich Henrici (Picander) (numéros 2 à 5)
Le thème du chœur est repris du psaume « Meinen Jesum laß ich nicht ». Andreas Hammerschmidt (1611 ou 1612-1676) en a composé la mélodie qui se trouve d'abord dans les « Fest-, Buß- und Danklieder » pour cinq voix et cinq instruments. La collection est attribuée à Madeleine-Sibylle de Saxe-Weissenfels et a été imprimée à Zittau en 1658.

## Structure et instrumentation
La cantate est écrite pour deux solistes vocaux (ténor, basse) et chœur à quatre voix, avec flûte traversière, deux hautbois, deux violons, alto, basse continue.
Il y a cinq mouvements :
1. duo : Ich lasse dich nicht, du segnest mich denn, ténor et basse
2. aria : Ich halte meinen Jesum feste, ténor
3. aria : Ja, ja, ich halte Jesum feste,  basse
4. récitatif : Ei, wie vergnugt ist mit mein Sterbekasten, basse
5. chœur : Meinen Jesum lass' ich nicht